# Cynoglossum occidentale
Cynoglossum occidentale är en strävbladig växtart som beskrevs av Asa Gray. Cynoglossum occidentale ingår i släktet hundtungor, och familjen strävbladiga växter. Inga underarter finns listade i Catalogue of Life.